# Gams (Svizzera)
Gams (toponimo tedesco; in romancio Chiamp, desueto) è un comune svizzero di 3 296 abitanti del Canton San Gallo, nel distretto di Werdenberg.